# Długosze
Długosze (niem. Dlugossen, 1938–1945 Langheide) – wieś w Polsce położona w województwie warmińsko-mazurskim, w powiecie ełckim, w gminie Prostki. W Długoszach działa Ochotnicza Straż Pożarna
W latach 1975–1998 miejscowość administracyjnie należała do województwa suwalskiego.